# Escarapela del Perú
La escarapela del Perú es un distintivo nacional de los peruanos. Los colores de la cinta de esta escarapela tienen la misma disposición de los de la bandera nacional. Fue un símbolo nacional oficial a inicios de la historia republicana; sin embargo, según el Art. 49 de la constitución vigente de 1993, la escarapela no constituye un símbolo patrio, como sí lo son la bandera, el escudo y el himno nacional del Perú.

## Historia
La escarapela fue establecida por el General José de San Martín mediante el decreto del 21 de julio de 1820, disponiendo que todos los habitantes del Perú bajo la protección del ejército libertador debían portar la Escarapela Nacional, estableciendo un diseño bicolor de blanco y encarnado (rojo), en la parte inferior y superior, respectivamente.
El artículo quinto del Decreto expedido por Simón Bolívar, y refrendado por su ministro Hipólito Unanue, el 25 de febrero de 1825, señala lo siguiente: "La Escarapela será de color blanco y encarnado, interpolados".
Posteriormente, en 1950, mediante el Decreto Ley N° 11323, se estableció que la Escarapela Nacional consistiría en una divisa de cintas con los colores rojo y blanco, interpolados, dispuestos en forma de disco, roseta o lazo, que simboliza nuestra nacionalidad y cuyo diseño se mantiene vigente hasta la actualidad.

## Usos
Se utiliza comúnmente prendida, a manera de insignia, en el lado izquierdo del pecho sobre el corazón durante todo el mes de julio, en el que se celebran las Fiestas Patrias, en las instituciones estatales y en algunas privadas a nivel nacional.
Originalmente de tela, la escarapela luego adaptó formas más prácticas, siendo utilizada algunas veces en forma de prendedor de plástico, y mayoritariamente de metal.
También es utilizada por los deportistas peruanos que logran clasificar a los Juegos Olímpicos durante el desfile de naciones en las ceremonias de apertura y clausura.

## Escarapelas

### Escarapelas nacionales

Escarapela Nacional del Perú sin cintas (versión 1).
Escarapela Nacional del Perú sin cintas (versión 2).
Escarapela Nacional del Perú con cintas.

### Escarapelas militares

Escarapela aeronáutica de la Fuerza Aérea del Perú.
Escarapela aeronáutica (baja visibilidad) de la Fuerza Aérea del Perú.
Escarapela aeronáutica de la Marina de Guerra del Perú.
Escarapela aeronáutica (baja visibilidad) de la Marina de Guerra del Perú.
Escarapela aeronáutica del Ejército del Perú.
Variante de la escarapela aeronáutica del Ejército del Perú.
Antigua escarapela aeronáutica del Ejército del Perú (actualmente en desuso).

## Galería

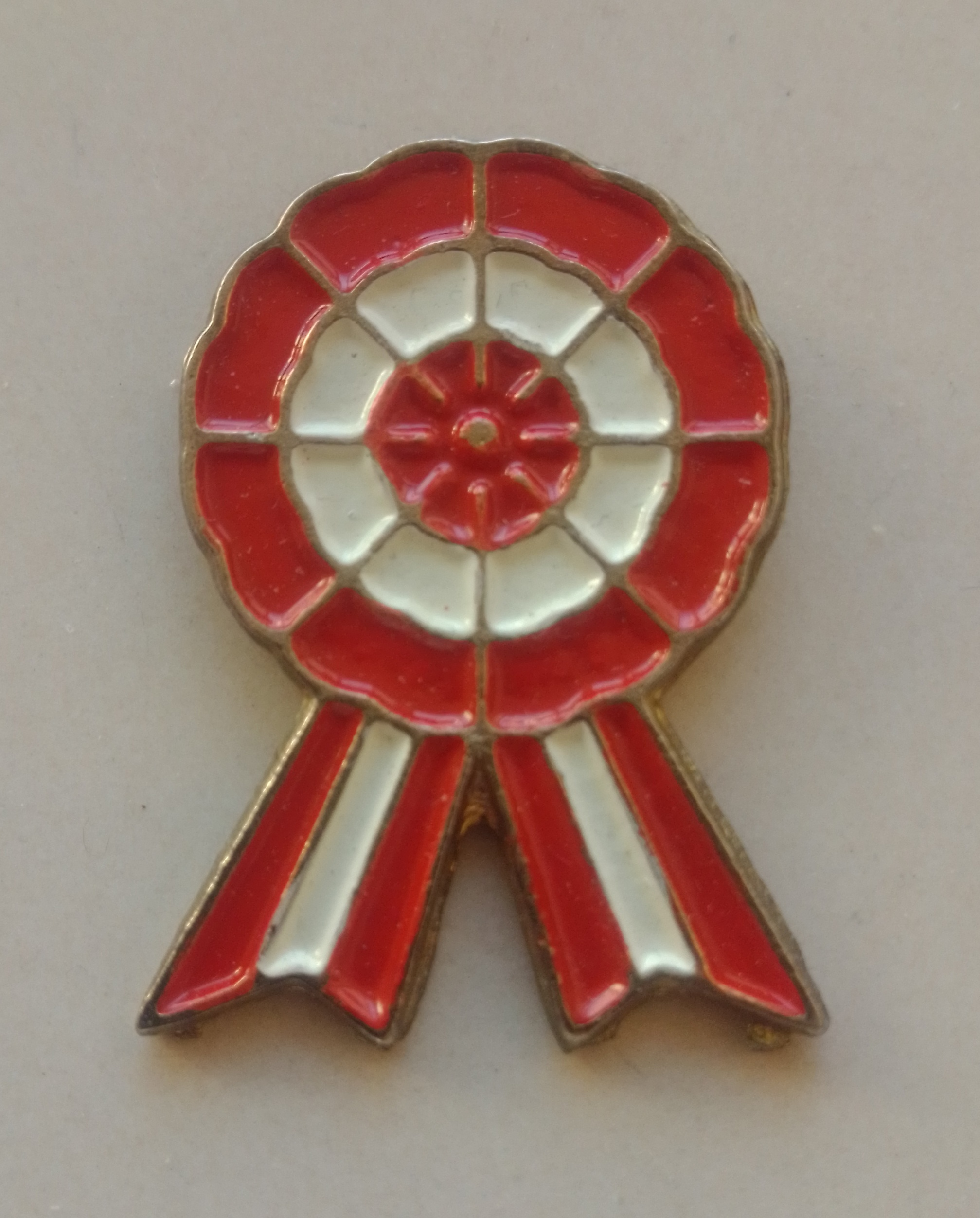
Escarapela de metal.
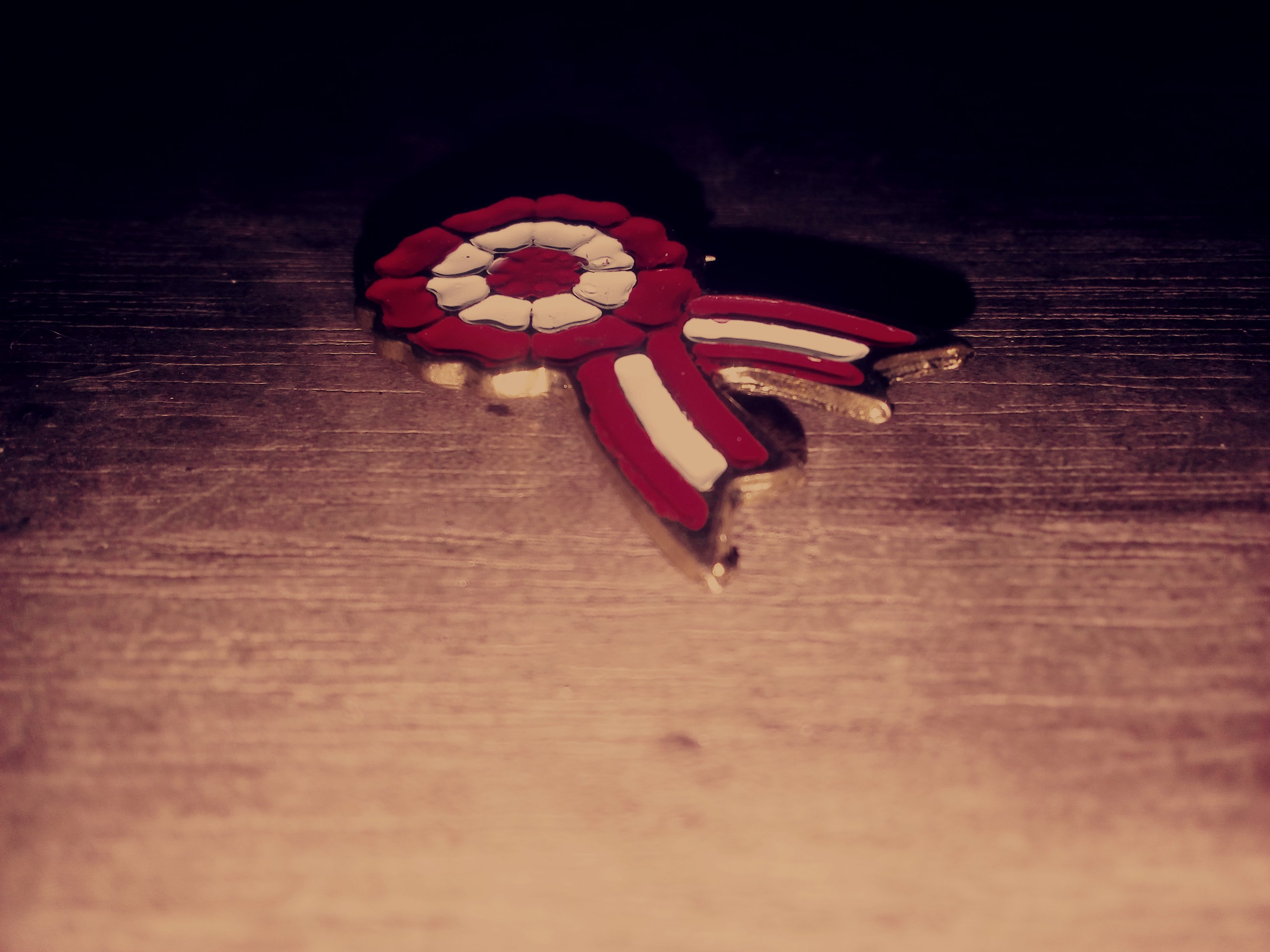
Escarapela metálica.
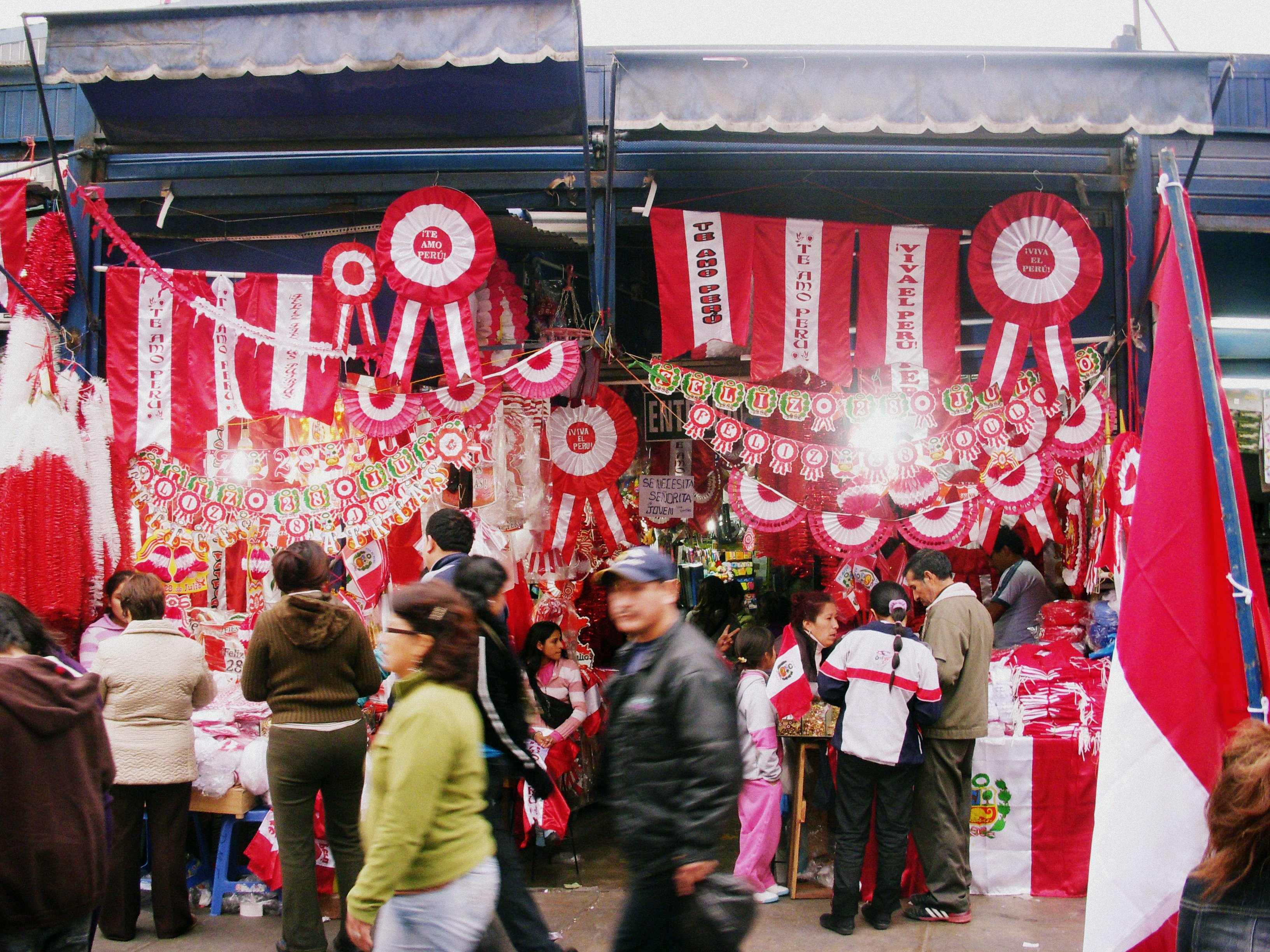
Puesto de venta de banderas y escarapelas para celebrar Fiestas Patrias.
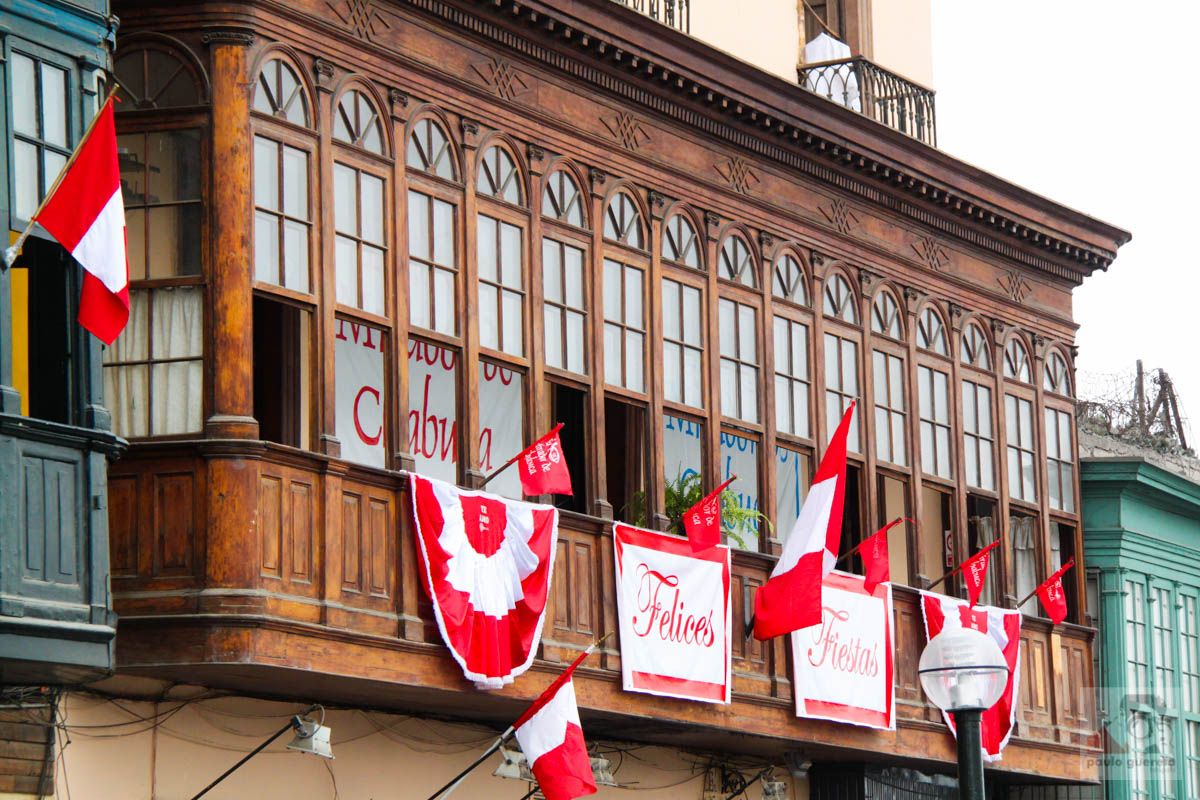
Balcones en la Alameda Chabuca Granda adornados con banderas y escarapelas.
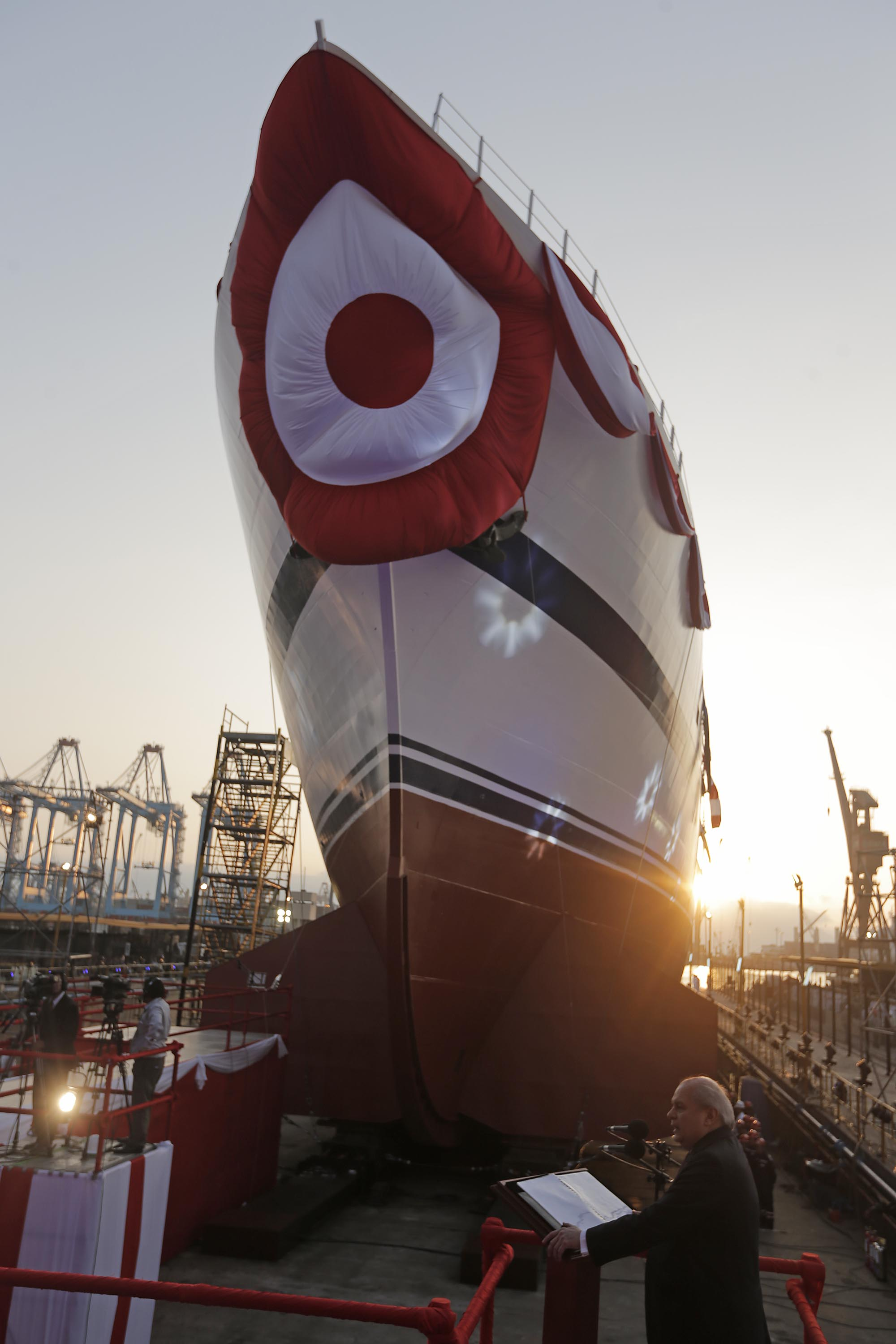
Lanzamiento y botadura al mar del casco del Buque Escuela a Vela “Unión” con escarapelas.
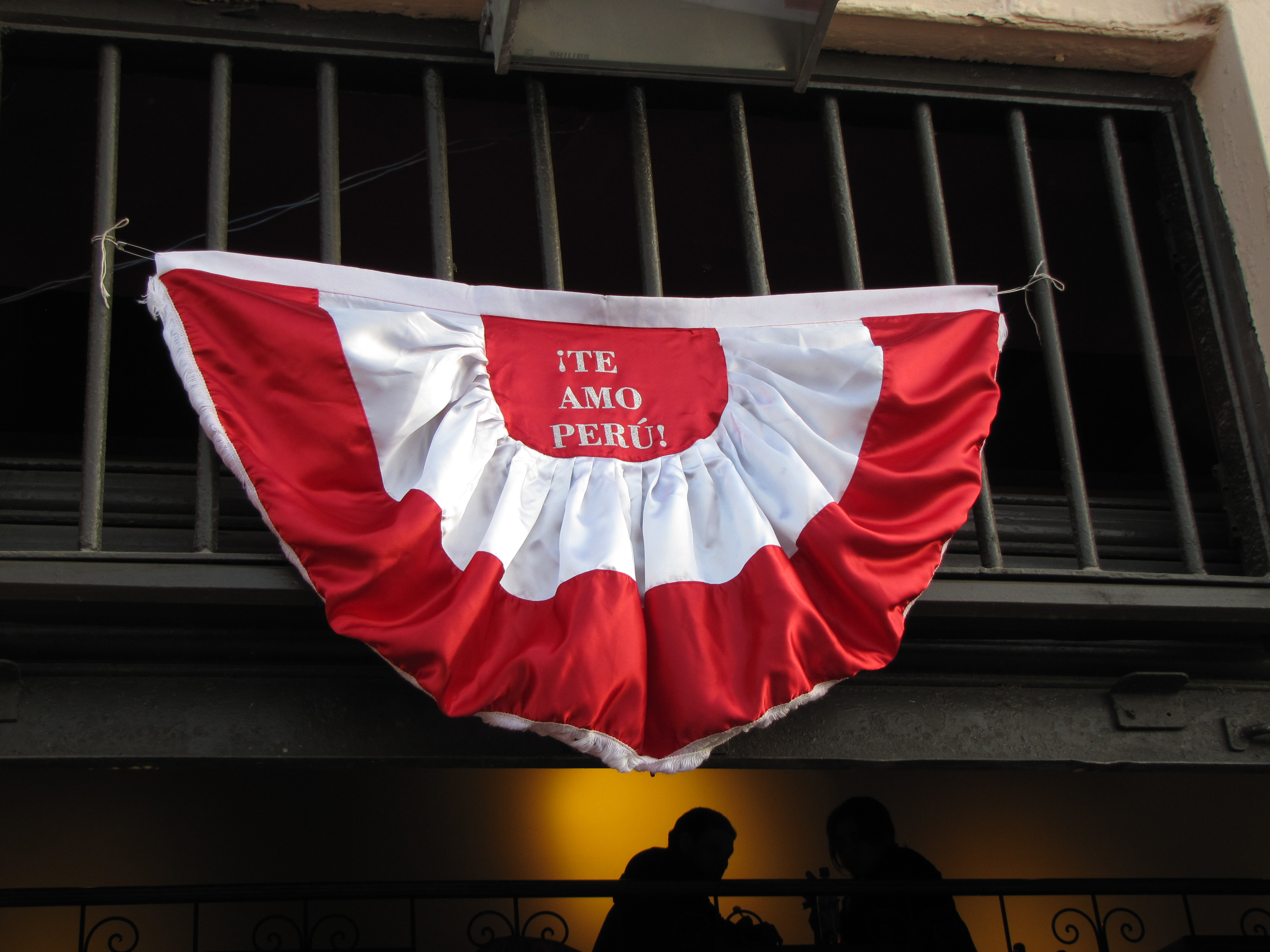
Escarapela colgada en una casa con la frase “¡TE AMO PERÚ!”.
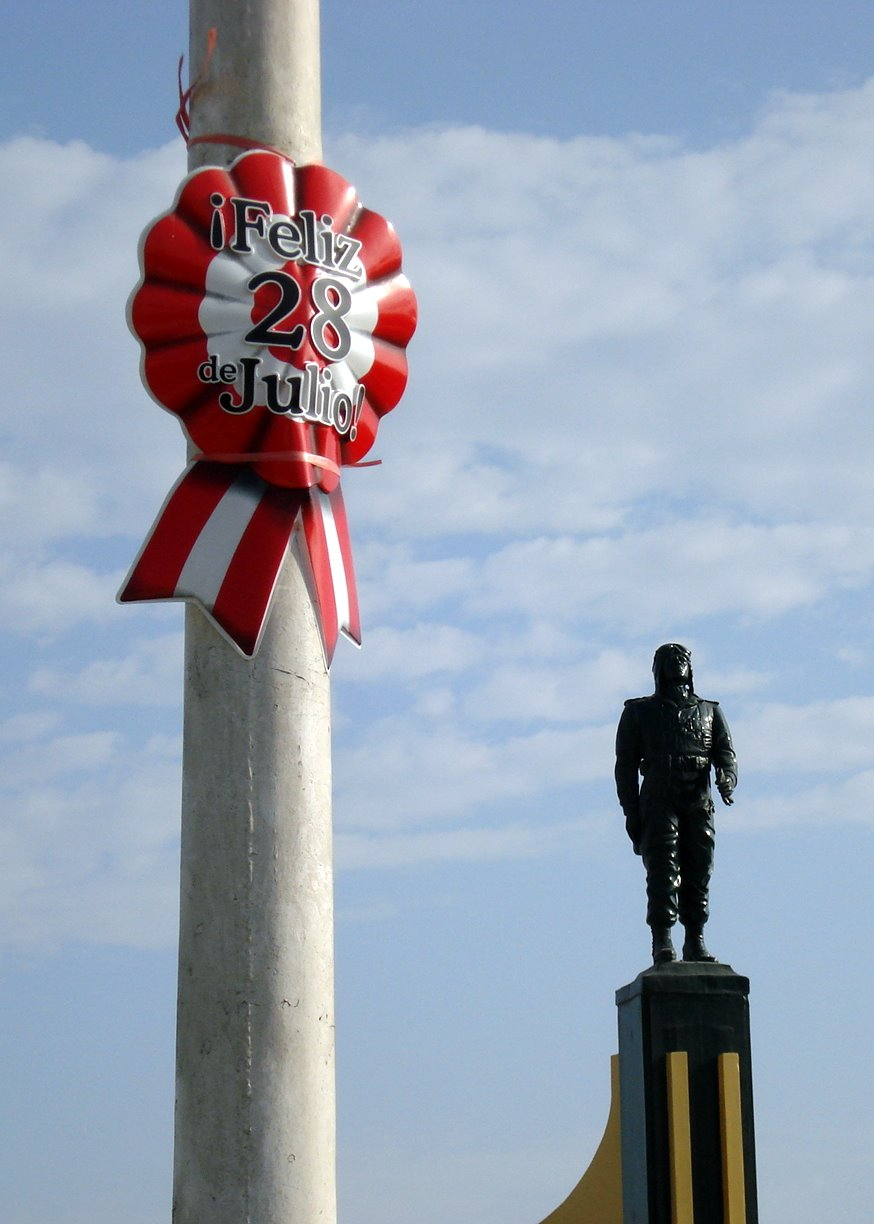
Escarapela de plástico con la frase “¡Feliz 28 de Julio!” colgada en un poste al costado de la estatua de José Quiñones.
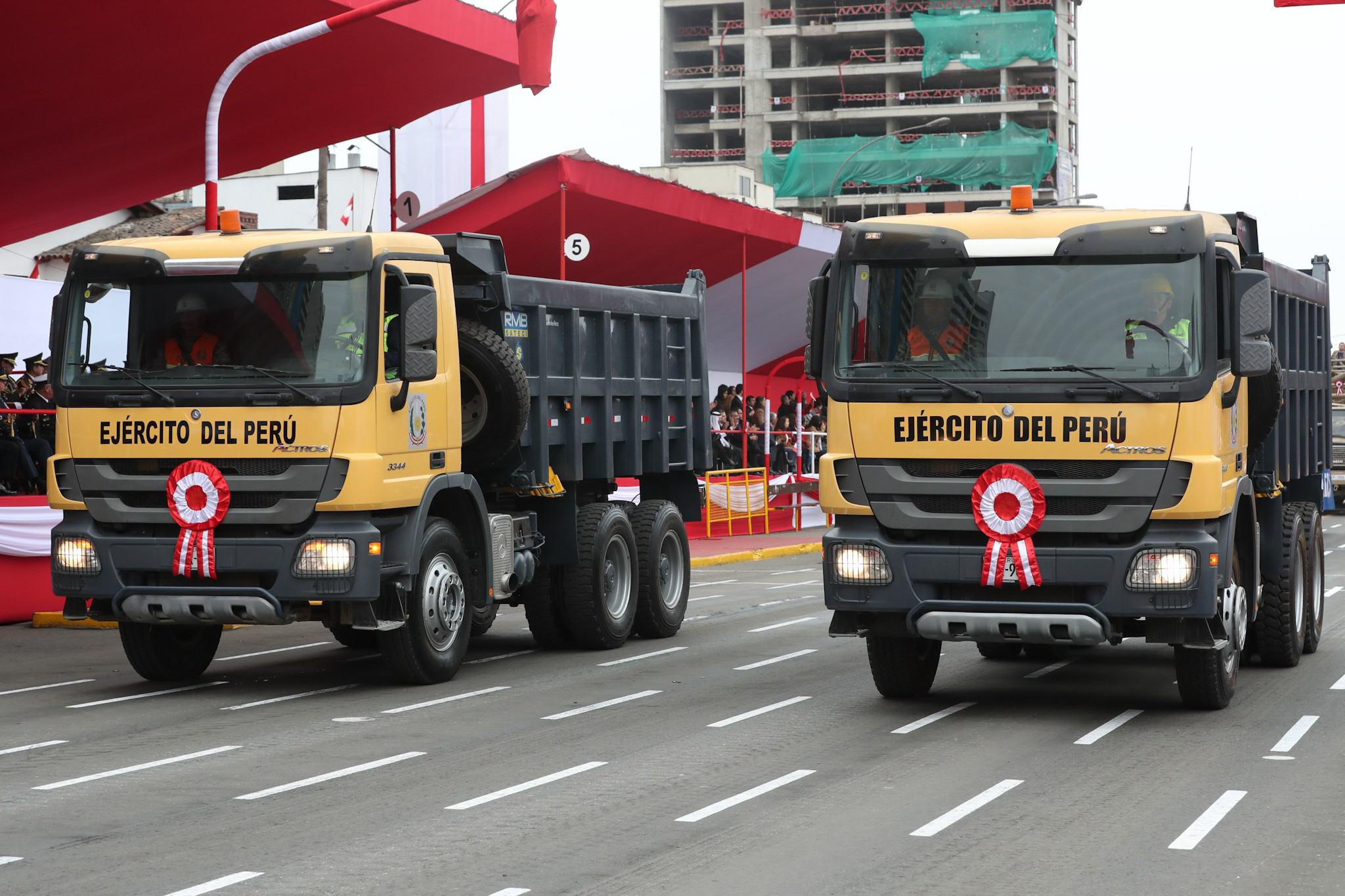
Escarapelas en camiones de guerra del Ejército del Perú durante la Gran Parada Militar del Perú del 2018.